# 알래스카 (2000년 영화)
《알래스카》(alaska.de)는 독일에서 제작된 에스터 그로넨보른 감독의 2000년 드라마 영화이다. 제나 팰러스키 등이 주연으로 출연하였고 에버하르트 융커스도르프 등이 제작에 참여하였다.

## 출연

### 주연
- 제나 팰러스키
- 프랑크 드뢰제
- 토니 블루메

### 조연
- 안드레아스 호페
- 엑셀 프랄

## 기타
- 미술: 톰 호닉
- 의상: 린다 하퍼